# BLACK (SIAM SHADEの曲)
「BLACK」（ブラック）は、SIAM SHADEの11枚目のシングル。1999年9月15日にリリース。

## 解説
TBS系『スーパーサッカー』テーマソング。ミュージック・ビデオは、ロサンゼルスで撮影された。
テレビ朝日系音楽番組『ミュージックステーション』でリリース直後とクリスマスライブで二度出演し披露された。
本作からメジャー・デビュー・シングル「RAIN」以来収録されてきたオフヴォーカル（インストゥルメンタル）が収録されなくなり、加えて12cmCDにフォーマットが変更されている。
累計売上枚数は、約8万枚。

## 収録曲
全作詞・作曲・編曲：SIAM SHADE名義。
1. BLACK [4:34]
作詞・原曲:栄喜
2. Heaven [4:04]
作詞:栄喜、原曲:DAITA

## 収録アルバム
| 曲名   | アルバム                                        | 発売日         | 備考                          |
| ------ | ----------------------------------------------- | -------------- | ----------------------------- |
| BLACK  | 『SIAM SHADE VI』                               | 2000年7月26日  | メジャー5thオリジナルアルバム |
| BLACK  | 『SIAM SHADE IX A-side Collection』             | 2002年3月6日   | ベストアルバム                |
| BLACK  | 『SIAM SHADE X 〜THE PERFECT COLLECTION〜』     | 2002年11月27日 | ボックス・セット              |
| BLACK  | 『SIAM SHADE XII 〜The Best Live Collection〜』 | 2010年10月27日 | ライブベストアルバム          |
| Heaven | 『SIAM SHADE VI』                               | 2000年7月26日  | メジャー5thオリジナルアルバム |
| Heaven | 『SIAM SHADE X 〜THE PERFECT COLLECTION〜』     | 2002年11月27日 | ボックス・セット              |